# Thủy điện Nậm Khánh
Thủy điện Nậm Khánh là thủy điện xây dựng trên dòng nậm Phàng  tại vùng đất các xã Nậm Khánh và Bản Liền huyện Bắc Hà tỉnh Lào Cai, Việt Nam .
Thủy điện Nậm Khánh có công suất lắp máy 12 MW với 3 tổ máy, sản lượng điện hàng năm 48,9 triệu KWh, khởi công tháng 11/2007  hoàn thành tháng 3/2012 .

## Nậm Phàng
Nậm Phàng là phụ lưu của sông Chảy, chảy ở huyện Bắc Hà tỉnh Lào Cai .
Thủy điện Nậm Phàng có công suất 36 MW với 2 tổ máy xây dựng ở phần hạ lưu dòng nậm Phàng 22°24′56″B 104°19′06″Đ / 22,41566°B 104,318392°Đ tại xã Nậm Đét và Nậm Khánh huyện Bắc Hà, khởi công tháng 3/2008  hoàn thành tháng 10/2012 .

## Chỉ dẫn
1. ↑  Trong tiếng Tày-Thái "Nậm" đã có nghĩa là nước, sông, suối.